# Adriaan Rees
Adriaan Eduard Rees (Amsterdam, 21 oktober 1957) is een Nederlands beeldhouwer en  installatiekunstenaar. Rees werkt met vele materialen, waaronder keramiek, brons, glas, textiel, gips en steen.

## Leven en werk
Rees volgde van 1986 tot 1991 een opleiding aan de Gerrit Rietveld Academie te Amsterdam en van 1992-1993 een opleiding aan het Europees Keramisch Werkcentrum te 's-Hertogenbosch. In 2004 gevolgd door een studie aan het Institute for Ceramic Studies in Shigaraki (Japan). Tijdens zijn opleiding aan de Gerrit Rietveld Academie kreeg hij les van Cornelius Rogge. Ook ontmoette Rees de kunstenaar Herman Makkink, met wie Rees tot de dood van Makkink in 2013 een atelier deelde in Amsterdam.
Op de grens van de provincies Groningen en Drenthe - de Semslinie maakt hij de Boog onder meer als een symbool van de grens (zie afbeelding). Als projectkunstenaar heeft hij zogenaamde kledingbeelden ontwikkeld, waarbij gebruikgemaakt wordt van gebruikte en ingezamelde kleding in de stad, waarin het project wordt uitgevoerd. Rees exposeerde behalve in Nederland ook in Amerika, China, Duitsland, Israël, Japan en Rusland.
Naast het werk als kunstenaar is hij docent. Hij gaf les aan verscheidende academies en universiteiten in Nederland, Duitsland, Finland, de Verenigde Staten, Japan en China. Ook is hij kunstadviseur voor instellingen en steden zoals de gemeente Amersfoort.
Vanaf 2008 houdt Rees zich intensief bezig met de relatie Delft en Jingdezhen (China). Dit meerjarenproject ging over het ontstaan van porselein en Delfts blauw. Voor de gemeente Delft en Museum Het Prinsenhof was hij hiervoor de projectleider. Delft en Jingdezhen werden vervolgens in 2010 zustersteden. In 2013 en 2014 was hij initiatiefnemer, projectleider en curator van de exposities The Blue Revolution, die in 2013 in Museum Prinsenhof in Delft plaatsvond, in 2013 en 2014 in The Imperial Porcelain Museum in Jingdezhen, China, en in 2014 in het gemeentemuseum in Dongguan, China. In deze serie exposities ging het over de historische en hedendaagse relaties van Delft en Jingdezhen. Het waren multimediale presentaties over keramiek, in grote installaties met licht, geluid, video, zand en water.

### Solo-exposities
Een selectie van solo-exposities van Adriaan Rees.
| - 2019: Museum Beelden aan Zee, Scheveningen - 2019: Livingstone Gallery, Den Haag - 2017: ArtCN Gallery, Shanghai, China - 2016: JIWU Art Space, Nanjing, China - 2015: Kaneko Art Gallery, Tokyo, Japan - 2015: Livingstone Gallery, Den Haag - 2013: Kaneko Art Gallery, Tokyo, Japan - 2012: Livingstone Gallery, Den Haag - 2012: Van Duyse Galerie, Antwerpen, België - 2011: Kaneko Art Gallery, Tokyo, Japan - 2011: Stedelijk Museum Kampen, Kampen - 2010: Total Museum, Seoul, Korea - 2009: Inax Life Museum, Tokoname, Japan | - 2009: C-Space, Beijing, China - 2009: Galerie Willy Schoots, Eindhoven - 2009: Livingstone Gallery, Den Haag - 2008: Kaneko Art Gallery, Tokyo, Japan - 2007: Galerie Willy Schoots, Eindhoven - 2007: Livingstone Gallery, Den Haag - 2005: Inax Life Museum, Tokoname, Japan - 2005: Keramiekmuseum Princessehof, Leeuwarden - 2005: Kaneko Art Gallery, Tokyo, Japan - 2000: Kaneko Art Gallery, Tokyo, Japan - 1999: Stedelijk Museum Zwolle, Zwolle - 1994: Casco, Utrecht - 1993: Frans Hals Museum, Haarlem |

## Werk in de openbare ruimte

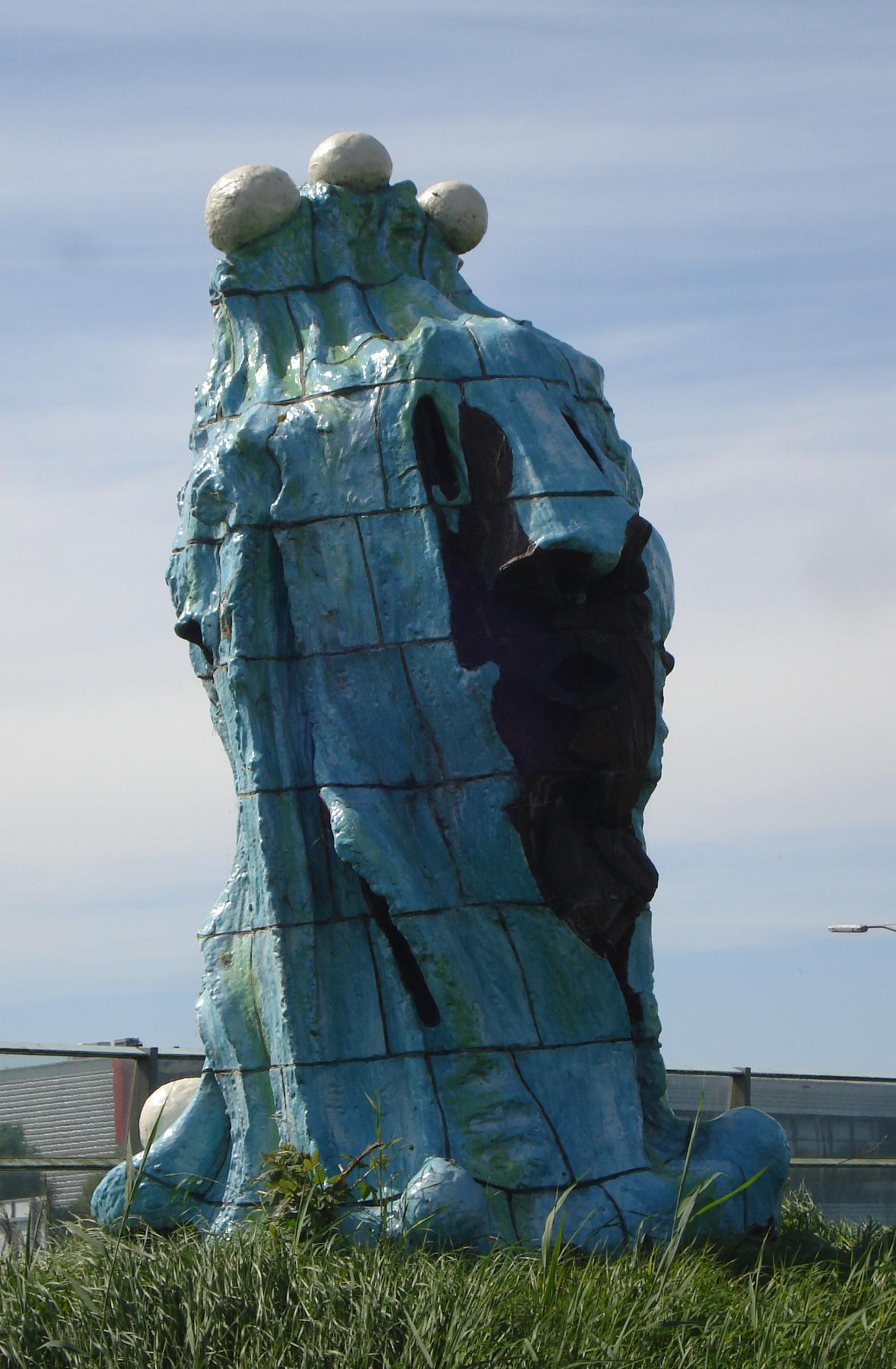
Neptunis (2004), Pijnacker

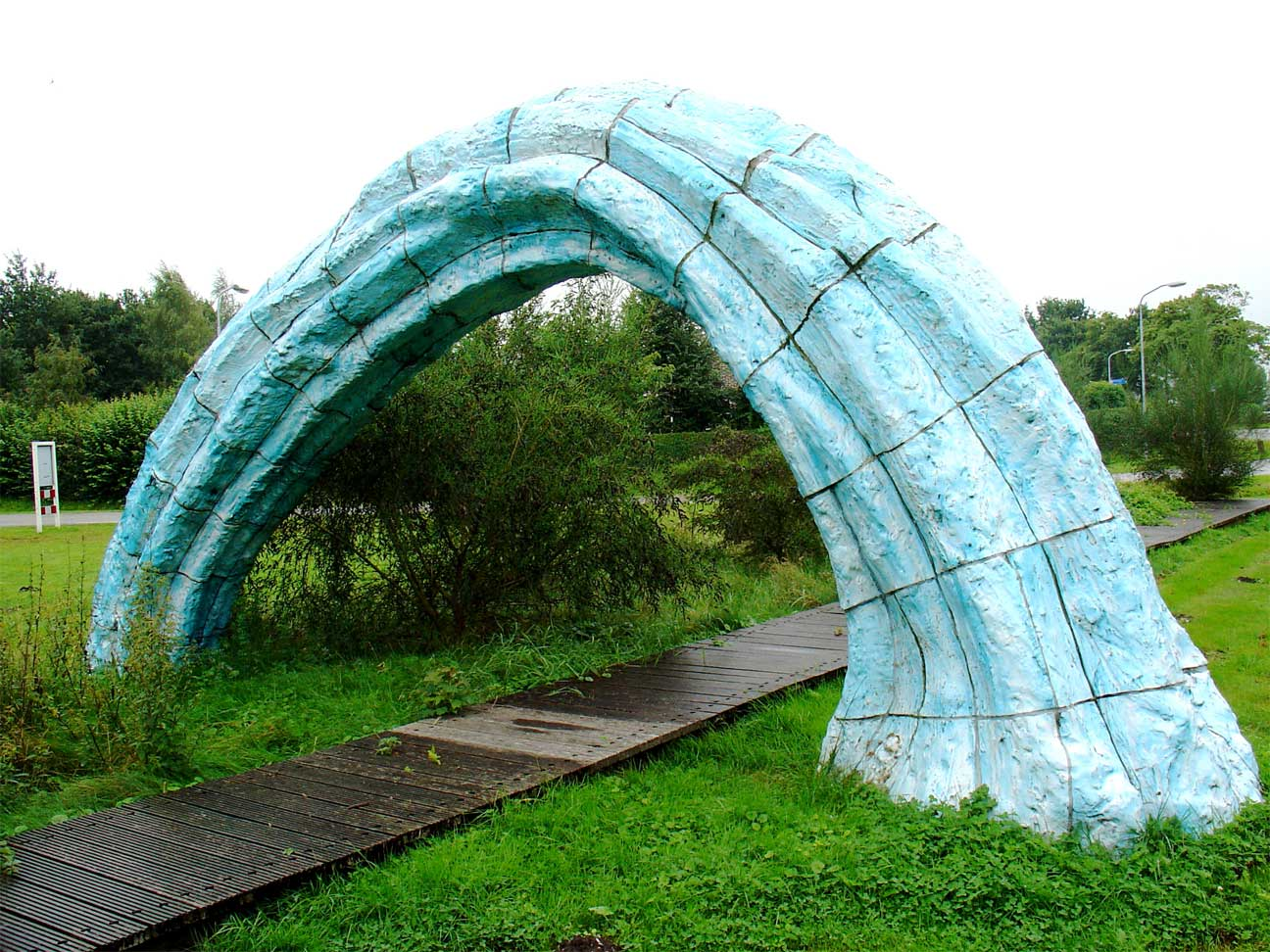
Boog (2002), Eexterveenschekanaal

Een selectie van werk in de openbare ruimte van Adriaan Rees.
- 2021: Gaper Oh Johnny, Herenstraat 7, Amsterda,
- 2014: Circus Svea - Schiedam met Kees Bierman
- 2010: Lantaarnpalen - Delft
- 2009: The Monkey / Het Heerlijk Recht - Leiderdorp
- 2008: 3 Beelden voor Enkhuizen - Enkhuizen
- 2007: Roundabout - Amsterdam Osdorp
- 2006: Beeldend Landschap - Hoogersmilde
- 2006: Boom van Hippocrates - Amsterdam
- 2006: Koningshof - Maassluis
- 2006: Markering/Kinderbeelden - Amsterdam
- 2004: Neptunis - Pijnacker
- 2004: Muzikale verbinding van drie pleinen, de carillons - Heerhugowaard
- 2003: Three athletes - New York Amerika
- 2002: Boog - Eexterveenschekanaal
- 2002: Apenluiders - IJsselstein
- 2000: Beating Heart - Zwolle in het Sophia-ziekenhuis
- 1995: The big ear - Raänana Israël
- 1995: Signum Omnicalus - Almere
- 1994: De Steenhouwer - Gouda
- 1993: Move on, Flying Dutchman - Moskou Rusland
- 1993: Universiteit van Amsterdam - Amsterdam

## Werk in openbare collecties (selectie)
Nationaal
- Museum Beelden aan Zee, Scheveningen
- Stedelijk Museum Kampen, Kampen[5]
- Frans Hals Museum, Haarlem[6]
- Keramiekmuseum Princessehof, Leeuwarden

Internationaal
- Museum of Modern Ceramic Art, Gifu, Japan
- Icheon World Ceramic Center, Icheon, Zuid-Korea
- Total Museum of Contemporary Art, Seoel, Zuid-Korea
- Museum of Fine Arts, Houston, VS[7]
- Museum voor hedendaagse glaskunst Het GlazenHuis, Lommel, België[8]